# DM-01G
ドコモ スマートフォン Disney Mobile on docomo DM-01G（ドコモ スマートフォン ディズニーモバイル オン ドコモ ディーエムゼロイチジー）は、韓国のLGエレクトロニクスによって開発された、NTTドコモの第3.9世代移動通信システム（Xi）と第3世代移動通信システム（FOMA）のデュアルモード端末である。ドコモ スマートフォン（第2期）のひとつ。

## 概要
G2 L-01F以来約1年半振りに発売されるLGエレクトロニクス製のNTTドコモ向けスマートフォンで、同社では初となるDisney Mobile on docomoの端末となる。ベースモデルはLG G3であるが、画面解像度や電池容量など多くのカスタマイズがされている。
今回のテーマは『シンデレラ (2015年の映画)』がメインとなっており、特定の時間限定で出現するアニメーションやストーリー性を重視したギミックなどが用意されている。シンデレラ以外にも『アナと雪の女王』、『ミッキーマウス』、『リトル・マーメイド』、『不思議の国のアリス』の中から好きなテーマを選択する事が可能となっている。
また、LGエレクトロニクス製端末ではおなじみのクイックサークルケースも特別仕様となっており、ミッキーの顔を模した形をしている。
なお、PREMIUM 4G・赤外線通信・NOTTVには非対応となっている。
キャッチコピーは「きらめく扉を開いて。ディズニーのファンタジーな世界へ。」。

## 主な機能
| 主な対応サービス                                                      | 主な対応サービス                                      | 主な対応サービス                     | 主な対応サービス                                                  |
| --------------------------------------------------------------------- | ----------------------------------------------------- | ------------------------------------ | ----------------------------------------------------------------- |
| タッチパネル/加速度センサー                                           | PREMIUM 4G/Xi/FOMAハイスピード/VoLTE                  | Bluetooth                            | DCMX/おサイフケータイ/NFC/かざしてリンク/赤外線/トルカ            |
| ワンセグ/フルセグ/モバキャス                                          | メロディコール                                        | テザリング                           | WiFi IEEE802.11a/b/g/n/ac                                         |
| GPS                                                                   | ドコモメール/電話帳バックアップ                       | デコメール/デコメ絵文字/デコメアニメ | iチャネル                                                         |
| エリアメール/ソフトウェアーアップデート自動更新/生体認証 (指紋／虹彩) | デジタルオーディオプレーヤー(WMA・MP3他)/ハイレゾ音源 | GSM/3Gローミング(WORLD WING)         | フルブラウザ/Flash Player                                         |
| Google Play/dメニュー/dマーケット                                     | Gmail/Google Talk/YouTube/Picasa                      | バーコードリーダ/名刺リーダ          | ドコモ地図ナビ/ドコモ ドライブネット/Google Maps/ストリートビュー |

## 歴史
- 2015年5月13日 - NTTドコモより公式発表･事前予約開始。
- 2015年5月29日 - 発売開始[8]